# Nanna Aakjær
Nanna Aakjær (23. januar 1874 - 4. august 1962) var en dansk billedskærer og suffragette. Hun er især kendt for sine bidrag til design og indretning af Jenle, boligen på Salling-halvøen, hvor hun boede sammen med sin mand Jeppe Aakjær efter deres ægteskab i 1907.
Hun var mor til bl.a. Esben Aakjær.